# Ерік Орсенна
Ерік Орсенна (фр. Erik Orsenna; нар. 22 березня 1947, Париж, Франція) — французький письменник, член Французької академії. Справжнє ім'я — Ерік Арну (фр. Erik Arnoult).

## Біографія
Ерік Арну народився в Парижі в 1947 році. Його дитинство не було безхмарним: батьки Еріка не ладнали один з одним, і атмосфера в сім'ї гнітила дитину. Його єдиним другом був молодший брат, з яким він мав спільну пристрасть до читання, що рано розвинулася.
Орсенна вивчав економіку в паризькому Інституті політичних досліджень, філософію в Сорбонні і математику в Лондонській школі економіки і політичних наук. Повернувшись до Франції, він публікує свій перший роман «Loyola's blues» (1974) і захищає докторську дисертацію. В цей же час він обирає собі псевдонім — Ерік Орсенна — за назвою міста з роману Жульєна Грака «Узбережжя Сирта».
Протягом 11 років Орсенна займався дослідницькою і викладацькою діяльністю в області економіки і фінансів. Був радником з питань культури в уряді Міттерана. З 1985 року — член Державної ради Франції. У 1998 році Ерік Орсенна був обраний членом Французької академії. Він також є членом таких державних і громадських організацій, як Міжнародний центр моря в Рошфорі (голова), міжнародна асоціація FARM, що займається розвитком сільського господарства в бідних країнах (віцеголова), компанія Garbios, що спеціалізується на так званій зеленій хімії (член ради директорів), і ряду інших.
Паралельно з державною і громадською діяльністю Орсенна не припиняє займатися письменництвом. У його творах відображена широка сфера власних інтересів, у числі яких подорожі (Орсенна відвідав близько 80 країн), море, музика і французька мова. Це коло постійно розширюється, тому що Орсенна, за його власним визнанням, все життя відчував гостру і невтомну спрагу нових знань. Так, у віці 55 років він виявив, що абсолютно не розбирається в природничих науках, і вирішив надолужити згаяне. У 2005 році вийшла його книга «Portrait du Gulf Stream», в якій він доступною мовою розповідає про те, як формуються течії і яким чином вони впливають на життя на нашій планеті. Лавреат численних літературних премій і видатний державний діяч, він не зупиняється на досягнутому.

## Творчість
Ерік Орсенна почав писати в десятирічному віці під впливом коміксів (у першу чергу про Тентена) і романів Дюма. За його власними словами, перший опублікований роман, «Loyola's blues» (автобіографічне оповідання про життя хлопчика в єзуїтському коледжі), насправді тринадцятий, але всі попередні він ніколи нікому не показував. Більш того, одинадцять з них він викинув, після того, як прочитав «Бляшаний барабан» Гюнтера Грасса і «Сто років самотності» Маркеса, які справили на нього величезне враження.
Другий роман — «La Vie comme à Lausanne» — був доброзичливо прийнятий критиками і отримав премію Роже Німьє. Сам Орсенна особливо радів визнанню в середовищі колег-письменників, серед яких відтоді у нього з'явилися численні друзі і знайомі.
Починаючи з 70-х років, Орсенна публікував, у середньому, по одній книзі в рік. У 1988 році він отримав Гонкурівську премію за свій роман «Колоніальна виставка» («L'exposition coloniale»). Його творчість вирізняється жанровим розмаїттям: романи, есе, науково-популярні твори, дитяча література. Закоханий у рідну мову, Орсенна завжди мріяв долучити до її багатств молоде покоління і написав для юних французів серію книг (La grammaire est une chanson douce та ін.), герої яких здійснюють справжнісінькі подорожі країною мови. Для Еріка Орсенна французька мова — «друг, спільник і рятівник», «найпрекрасніше зі скарбів, створене спільно за дванадцять століть». Орсенна пише щодня з шести до дев'яти ранку. Ранній ранок він сприймає як продовження ночі, тому письменство для нього — продовження сновидінь.

## Переклади українською
- Ерік Орсенна. Порив до Індії. Переклав з французької Петро Таращук. — Київ: видавництво «Темпора», 2014. ISBN 978-617-569-190-8[9]